# Кала-лагав-я
Кала-лагав-я — австралийский язык пама-ньюнгской языковой семьи. На языке говорят аборигены островов Торресова пролива. Острова принадлежат Австралии и располагаются между ней и Папуа — Новой Гвинеей. Число носителей — 1216 человек. Другая часть аборигенов говорит на языке мериам-мир, который относится не к языкам Австралии, а к папуасским языкам.

## Географическое распространение

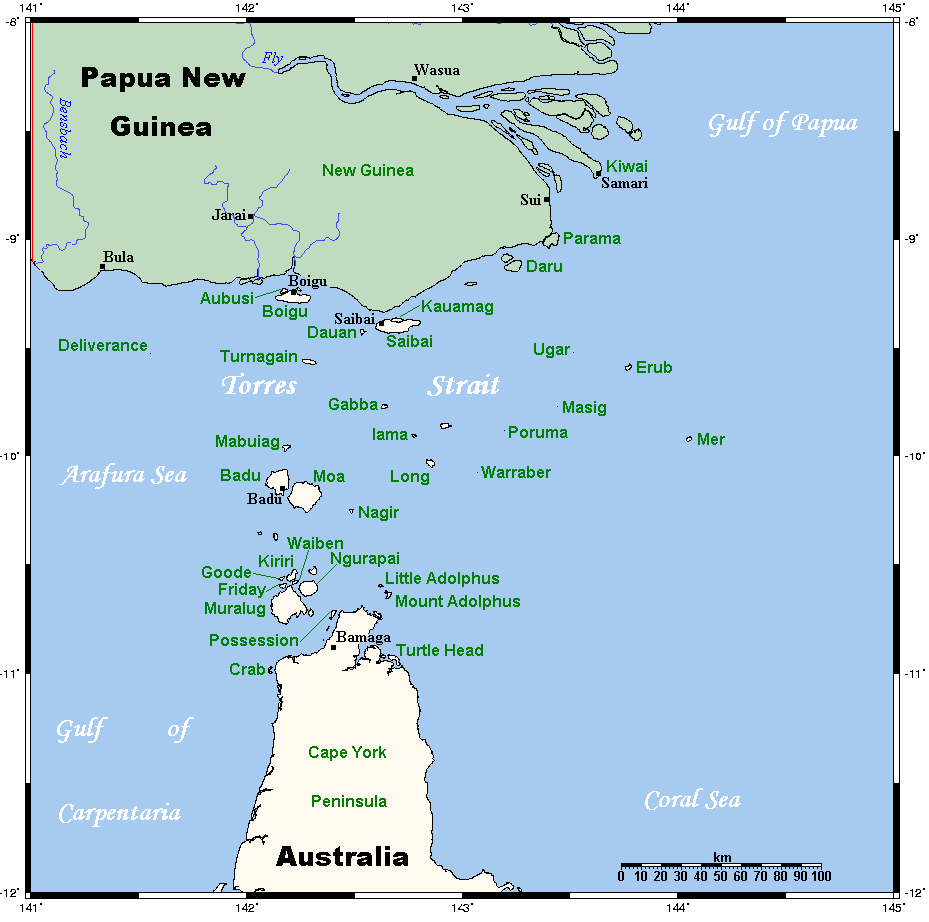
Карта островов Торресового пролива.

Кала-лагав-я распространён на западных и центральных островах Торресового пролива, между Папуа-Новой Гвинеей (Naigay Dœgam Dhaudhai «Северная земля», также известная как Mœgi Dhaudhai «Малая земля») и Австралией (Zey Dœgam Dhaudhai «Южная земля», также известная как Kœi Dhaudhai «Большая земля»). На некоторых языках кала-лагав-я заменился местным креолом.
До колонизации в 1870—1880 годах кала-лагав-я был лингва-франка в регионе и, согласно преданиям, был родным языком в нескольких папуасских деревнях на берегу Торресового пролива.